# Nataša Kejžar
Nataša Kejžar, slovenska plavalka in  statističarka, * 14. oktober 1976, Jesenice.